# Rebecca Romijn
Rebecca Alie Romijn, conosciuta anche come Rebecca Romijn Stamos, detta Rebecca (Berkeley, 6 novembre 1972), è un'attrice ed ex modella statunitense.
È nota per l'interpretazione di Mystica nella serie di film Marvel dedicati agli X-Men e per il ruolo di Una Chin-Riley nel franchise di fantascienza di Star Trek. Ha inoltre interpretato il personaggio Marvel di Joan, nel film The Punisher e ha prestato la voce al personaggio di Lois Lane in alcuni film di animazione dell'universo DC Comics, in cui la voce di Superman è invece affidata al marito Jerry O'Connell.

## Biografia
Rebecca Romijn è figlia del mobiliere olandese Jaap Romijn e dell'insegnante Elizabeth Kuizenga. Dopo aver frequentato la University of California, inizia a lavorare come modella nei primi anni novanta in Europa e negli Stati Uniti. Come indossatrice compare sulle copertine e tra le pagine di riviste come Sports Illustrated Swimsuit Issue, Elle, Allure, Marie Claire, GQ, Glamour, Cosmopolitan, Vogue, L'Officiel, Esquire e sfila per i marchi Victoria's Secret, Giorgio Armani, Chantal Thomass, Anna Molinari, Lolita Lempicka, Roberto Cavalli, Blumarine, Hermès e Sonia Rykiel.

Inoltre compare nelle campagne pubblicitarie di Maybelline, La Perla, Tommy Hilfiger, Christian Dior, Escada, J.Crew, Liz Claiborne, Les Copains, Banana Republic, Max Mara e Pantene. Negli anni novanta conduce il noto programma di MTV House of Style.
Entra nel campo con la recitazione in alcune serie televisive come Friends. Diventa famosa per l'interpretazione di Mystica, nella serie di film dedicati agli X-Men, X-Men, X-Men 2 e X-Men - Conflitto finale (ha anche un cameo nel film X-Men - L'inizio). Nel 2002 ottiene un piccolo ruolo nella commedia S1m0ne di Andrew Niccol, per poi venire scelta da Brian De Palma per Femme fatale, in cui recita al fianco di Antonio Banderas. Nello stesso anno viene nominata ai Razzie Awards come peggior attrice non protagonista per Rollerball. Nel 2004 interpreta il personaggio di Joan nel film The Punisher, con Thomas Jane e John Travolta, anche in questo caso un film tratto da un fumetto Marvel.
Nel 2006 è protagonista della serie televisiva Pepper Dennis, mentre all'inizio del 2007 appare nella serie Ugly Betty, per poi diventare parte fissa del cast, interpretando il personaggio della transessuale Alexis Meade. Nel 2009 è una delle protagoniste della serie televisiva Eastwick. Nel 2013 interpreta l'investigatrice privata Michelle Maxwell nella serie tv King & Maxwell, dal 2014 è protagonista della serie The Librarians, interpretando il colonnello Eve Baird, Custode del Bibliotecario.
Dal 2018 presta la voce come doppiatrice al personaggio della DC Comics Lois Lane per alcuni cartoni animati destinati al cinema o alla televisione, produzioni in cui sovente il marito Jerry O'Connell presta la voce al personaggio di Superman.
Nel 2019 entra a far parte del cast della serie televisiva di fantascienza del franchise di Star Trek, Star Trek: Discovery, in cui interpreta il ruolo del "Numero Uno", Una Chin-Riley, primo ufficiale della USS Enterprise NCC-1701 capitanata da Christopher Pike (Anson Mount), ruolo originariamente interpretato da Majel Barrett nel primo episodio pilota Lo zoo di Talos (The Cage) della serie classica, che la Romijn riprende nella serie antologica Star Trek: Short Treks e che interpreterà anche nella successiva serie televisiva Star Trek: Strange New Worlds. Nel marzo 2025, a 14 anni di distanza dal film in cameo non accreditato X-Men - L'inizio, è stato annunciato che riprenderà nuovamente i panni di Mystica nel film del Marvel Cinematic Universe Avengers: Doomsday, in uscita nel 2026.

## Vita privata
Nel 1998 si sposa con l'attore John Stamos. I due annunciano la loro separazione nel 2004, per poi divorziare l'anno seguente. Nel settembre 2005 annuncia il suo fidanzamento con l'attore Jerry O'Connell, che sposa il 14 luglio del 2007. La coppia ha due figlie gemelle, Dolly Rebecca Rose e Charlie Tamara Tulip, nate il 28 dicembre 2008.

## Agenzie
- Base Model Agency, Città del Capo

## Filmografia

### Attrice

#### Cinema
- Dirty Work - Agenzia lavori sporchi (Dirty Work), regia di Bob Saget (1998)
- Austin Powers - La spia che ci provava (Austin Powers: The Spy Who Shagged Me), regia di Jay Roach (1999)
- X-Men, regia di Bryan Singer (2000) - Mystica
- Run Ronnie Run, regia di Troy Miller (2002) - Rebecca Romijn
- Rollerball, regia di John McTiernan (2002)
- Femme fatale, regia di Brian De Palma (2002)
- S1m0ne, regia di Andrew Niccol (2002)
- X-Men 2 (X2), regia di Bryan Singer (2003) - Mystica
- The Punisher, regia di Jonathan Hensleigh (2004) - Joan
- Godsend - Il male è rinato (Godsend), regia di Nick Hamm (2004)
- The Alibi, regia di Matt Checkowski e Kurt Mattila (2006)
- Il diario di Jack (Man About Town), regia di Mike Binder (2006)
- X-Men - Conflitto finale (X-Men: The Last Stand), regia di Brett Ratner (2006) - Mystica
- Lake City, regia di Hunter Hill e Perry Moore (2008)
- Worst Wedding DJ Ever, regia di Dustin Bowser – cortometraggio (2010)
- L'artista della truffa (The Con Artist), regia di Risa Bramon Garcia (2010)
- X-Men - L'inizio (X-Men: First Class), regia di Matthew Vaughn (2011) - Mystica
- Good Deeds, regia di Tyler Perry (2012)
- The Producers, regia di Kenneth Shapiro - direct-to-video (2012)
- Phantom Halo, regia di Antonia Bogdanovich (2014)
- Haunted House Hunters, regia di LP – cortometraggio (2014)
- Larry Gaye: Renegade Male Flight Attendant, regia di Sam Friedlander (2015)
- Satanic Panic, regia di Chelsea Stardust (2019)
- Caccia mortale (Endangered Species), regia di M.J. Bassett (2021)
- Sleep No More, regia di Antonia Bogdanovich (2022)

#### Televisione
- Friends – serie TV, episodio 4x06 (1997)
- Hefner: Unauthorized, regia di Peter Werner – film TV (1999) - Kimberly Hefner
- Just Shoot Me! – serie TV, 8 episodi (1999-2000)
- Jack & Jill – serie TV, episodio 1x19 (2000)
- Pepper Dennis – serie TV, 13 episodi (2006)
- Carpoolers – serie TV, episodio 1x05 (2007)
- Ugly Betty – serie TV, 33 episodi (2007-2008) - Alexis Meade
- Eastwick – serie TV, 13 episodi (2009-2010)
- Il mio nome è Piper Rose (Possessing Piper Rose), regia di Kevin Fair – film TV (2011)
- Chuck – serie TV, episodio 5x06 (2011)
- NTSF:SD:SUV:: – serie TV, 16 episodi (2011-2012)
- King & Maxwell – serie TV, 10 episodi (2013)
- Burning Love – serie TV, episodi 2x11-2x13 (2013)
- The Pro, regia di Todd Holland – film TV (2014)
- The Librarians – serie TV, 42 episodi (2014-2018)
- Key and Peele – serie TV, episodio 5x01 (2015)
- Un'ultima occasione d'amore (Love Locks), regia di Martin Wood – film TV (2017)
- Carter – serie TV, episodio 1x10 (2018)
- Star Trek: Discovery – serie TV, episodi 2x04-2x13-2x14 (2019) - Una Chin-Riley
- Star Trek: Short Treks – serie TV, episodi 2x01-2x03 (2019) - Una Chin-Riley
- Curb Your Enthusiasm – serie TV, episodio 10x06 (2020)
- Flipped – serie TV, 4 episodi (2020)
- Star Trek: Strange New Worlds – serie TV, 30 episodi (2022-2025) - Una Chin-Riley

#### Videoclip
- New Kids on the Block Please Don't Go Girl, regia di Doug Nichol (1988)
- Jimmy Kimmel & Ben Affleck I'm Fucking Ben Affleck, regia di Joe DeMaio (2008) - Rebecca Romijn

### Doppiatrice

#### Cinema
- The Death of Superman, regia di Jake Castorena e Sam Liu (2018) - Lois Lane
- Reign of Superman, regia di Jake Castorena e Sam Liu (2019) - Lois Lane
- Batman: Hush, regia di Justin Copeland (2019) - Lois Lane
- Justice League Dark: Apokolips War, regia di Matt Peters e Christina Sotta - direct-to-video (2020) - Lois Lane

#### Televisione
- Drawn Together - serie animata, episodio 3x09 (2007)
- Agente Speciale Oso - serie animata, episodio 2x20 (2011)
- The Cleveland Show - serie animata, episodio 2x20 (2011)
- Adventure Time - serie animata, episodi 7x08-7x09 (2015)

#### Videogiochi
- Tron 2.0, regia di Douglas Carrigan (2003)
- Tron 2.0: Killer App, regia di Frank Rooke (2004)

### Produttrice
- Wet Dreams, regia di Steve Willis – documentario (2006)
- Pepper Dennis – serie TV, 9 episodi (2006)

## Doppiatrici italiane
Nelle versioni in italiano dei suoi film, Rebecca Romijn è stata doppiata da:
- Claudia Razzi in X-Men, X-Men 2, X-Men - Conflitto finale, Pepper Dennis, Eastwick, The Librarians
- Eleonora De Angelis ne Il diario di Jack, Godsend, The Punisher, Just Shoot Me!
- Tiziana Avarista in Austin Powers - La spia che ci provava
- Selvaggia Quattrini in Un'ultima occasione d'amore
- Barbara De Bortoli in Il mio nome è Piper Rose
- Chiara Colizzi in Ugly Betty
- Laura Romano in King & Maxwell
- Emanuela D'Amico in The Alibi
- Silvia Tognoloni in Rollerball
- Claudia Catani in Femme fatale
- Laura Boccanera in Chuck
- Jolanda Granato in NTSF:SD:SUV::
- Francesca Fiorentini in Star Trek: Strange New Worlds

Da doppiatrice è stata sostituita da:
- Benedetta Ponticelli in Batman: Hush